# Половецькі
Половецькі (пол. Połowiecki, рос. Половецкие) — козацько-старшинський, а пізніше дворянський рід.

## Походження
Нащадки Мартина Половецького, Чернігівського городового отамана (1698).

## Опис герба
У червоному полі два меча в андріївський хрест, супроводжуваних зверху зіркою.
Щит увінчаний дворянськими шоломом і короною. Нашоломник: три страусових пера. Намет на щиті червоний, підкладений сріблом.